# Neuroctenus hopkinsi
Neuroctenus hopkinsi är en insektsart som beskrevs av Heidemann 1904. Neuroctenus hopkinsi ingår i släktet Neuroctenus och familjen barkskinnbaggar. Inga underarter finns listade i Catalogue of Life.